# Furacão John (2024)
O furacão John foi um poderoso ciclone tropical de categoria 3 que causou inundações mortais por vários dias no sul do México durante o mês de setembro de 2024. Foi a décima-primeira tempestade nomeada, o quarto furacão e o segundo furacão maior da temporada de furacões no Pacífico de 2024. 
O sistema teve origens de uma área de baixa pressão na costa sul do México. Este sistema se desenvolveu rapidamente, tornando-se depressão tropical designado como 10E na tarde de 22 de setembro, fortalecendo-se em tempestade tropical na manhã seguinte. Passando por uma rápida intensificação, John se fortaleceu de uma tempestade tropical moderada para um furacão de categoria 3 em 24 de setembro. Foi com essa intensidade que John chegou a Marquelia, em Guerrero, mais tarde naquele dia. Uma vez no interior, John enfraqueceu rapidamente, dissipando-se sobre o México mais tarde naquele dia. Entretanto, o que restou de John retornou para o oceano, onde novas condições favoráveis permitiram que o mesmo se desenvolvesse. Em 27 de setembro, depois de se tornar novamente um furacão de categoria 1, John atingiu o continente pela segunda vez, desta vez perto de Tizupan, Michoacán. Horas depois, dissipou-se pela última vez sobre as montanhas costeiras.
O ciclone tropical causou ventos fortes, inundações significativas e vários deslizamentos de terra em grande parte da costa sudoeste do México. Um total de 950 mm (37 in) de chuva caíram em partes de Guerrero, com chuvas extremas semelhantes nas vizinhas Oaxaca e Michoacán. Mais de 98.000 pessoas ficaram sem energia em Oaxaca. A partir de 28 de setembro, 29 pessoas morreram por causa dele.

## História do sistema e trajetória retrógrada incomum
Em 21 de setembro de 2024, uma área de baixa pressão, que produzia chuvas e tempestades desorganizadas, se formou na costa do sul do México. O sistema se organizou melhor no dia seguinte e atingiu uma circulação superficial fechada, e por causa disso alcançou ventos sustentados de 55 km/h, alcançando o status de "depressão tropical" e foi designado como ''10E'' pela NOAA. Na tarde de 22 setembro, e aproximadamente a 280 quilômetros ao sul de Punta Maldonado, no estado de Guerrero, o sistema continuou a se desenvolver naquela noite e se transformou em "tempestade tropical" sendo nomeado ''John'' às 06:00 UTC da manhã seguinte. Enquanto se movia lentamente para o norte-nordeste em 23 de setembro, John começou a se intensificar rapidamente. Tornou-se um furacão de categoria 1 às 17:45 UTC naquele mesmo dia após alcançar ventos de 120 km/h, e apenas nove horas depois, atingiu a categoria 3 com ventos sustentados de 195 km/h. Foi com esta intensidade que John atingiu violentamente a cidade de Marquelia, em Guerrero. John enfraqueceu rapidamente no interior, sendo rebaixado a tempestade tropical 12 horas depois. Às 18:00 UTC de 24 de setembro, John se dissipou sobre as montanhas existentes do sul do México.

Entretanto, o que restou de John se reorganizou no oceano Pacífico. A depressão produziu uma grande área de atividade de chuvas e trovoadas e começou a mostrar novos sinais de organização em 25 de setembro. As observações do navio do CNF indicaram quedas significativas de pressão no sistema e, às 15:00 UTC, John se transformou em uma tempestade tropical. John moveu-se lentamente para o norte-noroeste após o seu retorno e, dentro de condições ambientais favoráveis ao fortalecimento, o ciclone voltou a intensificar-se de forma constante. Continuando seu movimento muito lento muito próximo da costa sudoeste do México, John desenvolveu um pequeno olho fechado e se intensificou novamente para um furacão de categoria 1 às 12:00 UTC do dia 26 de setembro. John continuou a mover-se muito lentamente perto da costa, onde a sua proximidade ao terreno acidentado do México interrompeu a sua intensificação. O ciclone foi rebaixado para tempestade tropical às 3:00 UTC do dia seguinte. Depois de ficar na costa por quase 36 horas e continuar a se sustentar, John finalmente atingiu o sudoeste do México pela segunda vez às 18:00 UTC de 27 de setembro. O centro da superfície de John dissipou-se pouco depois, e o Centro Nacional de Furacões dos Estados Unidos emitiu o seu aviso final sobre o sistema, sendo extinto de vez três horas depois.

## Preparativos e estragos causados por John

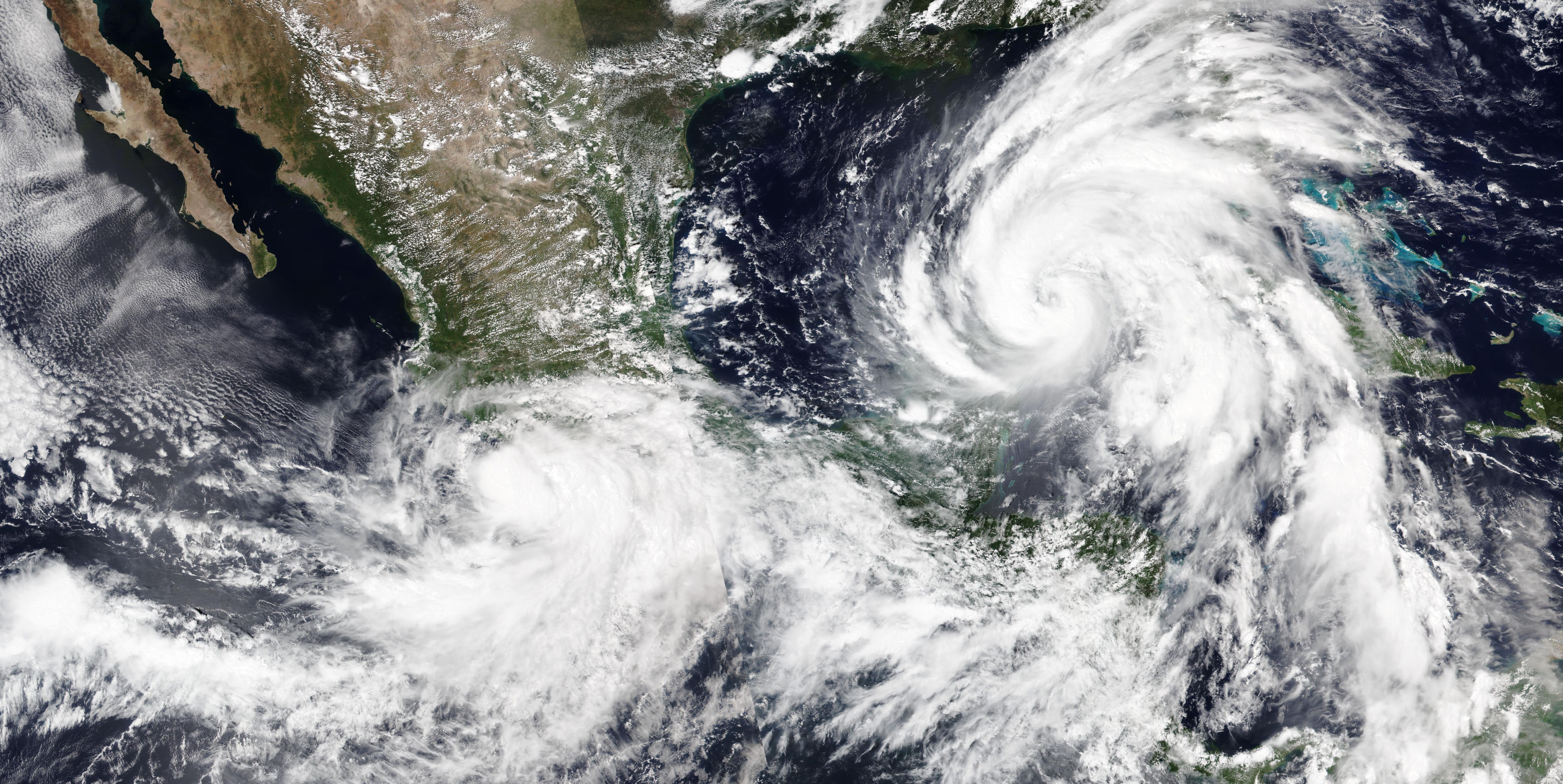
O furacão Helene e a tempestade tropical John atingindo as duas costas do México ao mesmo tempo em 25 setembro

Após a formação de John como um ciclone tropical na tarde de 22 de setembro, um alerta de tempestade tropical foi emitido de Punta Maldonado até Salina Cruz, em Oaxaca. Às 09:00 UTC do dia seguinte, este foi alterado para um Alerta de Tempestade Tropical de Punta Maldonado a Huatulco, com um Alerta de Tempestade Tropical se estendendo até Salina Cruz. Foi declarado um alerta de furacão dentro da área de alerta de tempestade tropical. O Alerta de Furacão foi atualizado para um Aviso de Furacão algumas horas depois. Foi emitido um alerta vermelho de emergência para Guerrero e Oaxaca. John ameaçou partes do México que ainda estavam se recuperando do furacão Otis no ano anterior, que passou por uma fase de intensificação rápida semelhante. Os turistas em Puerto Escondido, em Oaxaca, foram evacuados pela Secretaria de Proteção Civil (SSPC). Os negócios em toda a cidade foram fechados. O Aeroporto Internacional de Puerto Escondido também foi fechado durante a tempestade. Mais de 80 abrigos de emergência foram preparados e 3.000 pessoas foram retiradas das áreas atingidas sem ferimentos. A Comissão Federal de Electricidade (CFE) levou mais de 1.400 eletricistas, várias gruas e diversas centrais elétricas de emergência para responder a cortes de energia nas regiões afetadas. As escolas foram fechadas em Guerrero e Oaxaca.
Ao menos 29 pessoas morreram na tempestade: 23 em Guerrero, 5 em Oaxaca e 1 em Michoacán. A governadora de Guerrero Evelyn Salgado relatou duas mortes causadas por um deslizamento de terra no município de Tlacoachistlahuaca. Além disso, uma mulher de 70 anos morreu em Malinaltepec quando um deslizamento de terra atingiu sua casa. John causou 950 milímetros de chuva em partes de Guerrero, quase o triplo da quantidade que caiu durante a passagem de Otis no ano anterior. 19 bairros ficaram completamente submersos e mais de 2.000 casas foram inundadas ou destruídas. Áreas ao longo da costa sofreram deslizamentos de terra e telhados de zinco foram arrancados de várias casas. Mais de 10 in (250 mm) de chuva caiu em partes de Guerrero e Oaxaca nas primeiras horas após a chegada de John. Mais de 98.000 pessoas ficaram sem energia em Oaxaca, onde 18.000 membros das forças armadas e funcionários do governo foram destacados para ajudar nas operações de resposta a emergências. Chuvas torrenciais também caíram nos estados vizinhos de Chiapas, Veracruz, Michoacán e Puebla. Chuvas equivalentes a um ano caíram em poucos dias em partes do sudoeste do México. Pelo menos 80 deslizamentos de terra ocorreram em Oaxaca, interrompendo estradas e comunidades no estado. 13 restaurantes desabaram em Acapulco.
O presidente da Câmara de Comércio, Serviços e Turismo de Acapulco, Alejandro Martínez Sidney, afirmou que as perdas do John em Guerrero foram estimadas entre MXN $ 1 a 1,5 bilhão (USD 50,8 a 76,3 milhões). Após a tempestade, a Marinha Mexicana ativou o Plano DN-III-E, um plano de socorro e resgate em caso de desastre, com 25.000 unidades militares destacadas para ajudar os moradores afetados por John.